# The Cub Reporter's Big Scoop
The Cub Reporter's Big Scoop è un cortometraggio muto del 1912 diretto da Tom Ricketts.

## Trama
Un giornalista alle prime armi fa uno scoop insospettato quando intervista il padre della ragazza che ama.

## Produzione
Il film fu prodotto dalla Nestor Film Company.

## Distribuzione
Distribuito dalla Motion Picture Distributors and Sales Company, il film - un cortometraggio di una bobina - uscì nelle sale cinematografiche USA il 6 aprile 1912.